# راندي مايرز (لاعب كرة قاعدة)
راندي مايرز (بالإنجليزية: Randy Myers)‏ هو لاعب كرة قاعدة أمريكي، ولد في 19 سبتمبر 1962 في فانكوفر في الولايات المتحدة.

## وصلات خارجية
- راندي مايرز على موقع دوري كرة القاعدة الرئيسي (الإنجليزية)
- راندي مايرز على موقعبيزبول رفرنس.كوم (الدوري الرئيسي) (الإنجليزية)
- راندي مايرز على موقعبيزبول رفرنس.كوم (الدوري الثانوي) (الإنجليزية)
- راندي مايرز على موقع إي إس بي إن.كوم (أم.أل.بي) (الإنجليزية)
- راندي مايرز على موقع مشجعي الرسوم البيانية (الإنجليزية)